# Huschmand Sabet
Huschmand Sabet est né le 29 septembre 1931 à Téhéran, (Iran et mort le 25 mars 2016). Il est un chef d'entreprise de Stuttgart et il vit en Allemagne depuis 1950.
Il a étudié le génie électrique, la philosophie et a suivi des études de religions comparées. 
Il est membre fondateur de la Fondation Globalart Autriche et membre d'honneur de Terra World Network.
En 1997, il a reçu le Prix Conscience Planétaire pour son concept de la Terra Tax, une taxe volontaire pour le développement social du tiers monde, payée par les importateurs européens de tapis tissés main.

## Ouvrages
- Le ciel divisé. Verum-Verlag, Stuttgart, 1967.
- Le moyen de sortir de désespoir: un plaidoyer pour la paix. Verlag Seewald, Stuttgart, Herford 1985.
- La transition: From Global to crash d'identité mondiale. Horizonte-Verlag, Stuttgart 1994.
- L'effondrement de la classe moyenne mondiale. Un rapport sur l'Initiative Plan Marshall Global. Verlag Patmos, Düsseldorf 2005,  (ISBN 3-491-72499-6)[5].